# ターキーベイスター

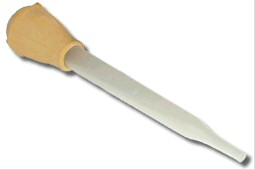
ベイスター

ターキーベイスター（turkey baster）は、調理器具のひとつ。
感謝祭の七面鳥をオーブンで焼いている際に滴り落ちる肉汁を肉にかけ直すためのプラスチック製の大きなスポイト。
アメリカ合衆国のスラングではturkey baster babyのように人工受精の意味にも使う。